# Manfred Rohkämper
Manfred Rohkämper (* 18. Mai 1954) ist ein ehemaliger australischer Speerwerfer deutscher Herkunft.
1978 wurde er Siebter bei den Commonwealth Games in Edmonton.
1976, 1978 und 1980 wurde er Australischer Meister. Seine letzte Siegerweite von 82,84 m ist der australische Rekord für das alte Speermodell.